# ایکس جپن
ایکس جَپَن (به ژاپنی: エックス ジャパン، Ekkusu Japan) یک گروه موسیقی ژاپنی است که در سال ۱۹۸۲ توسط توشیمیتسو «توشی» دیاما و یوشیکی هایاشی تشکیل شده‌است.

## اعضا
مانند بسیاری از گروه‌های موسیقی ژاپنی دیگر، اعضای گروه ایکس جَپَن با اسامی هنری یا نام کوچکشان شناخته‌می‌شوند.
- توشیمیتسو «توشی» دیاما (出山利三, Deyama Toshimitsu) - وکال
- توموآکی «پاتا» ایشیزوکا (石塚智昭 Ishizuka Tomoaki) - گیتار ریتم
- هیروشی «هیت» موری (森江博 Morie Hiroshi) - بیس
- یوشیکی هایاشی (林佳樹 Hayashi Yoshiki) - درام و پیانو

### اعضای قبلی
- تایجی ساوادا (沢田泰司 Sawada Taiji) - بیس (تا سال ۱۹۹۲)
- هیدتو «هاید» ماتسوموتو (松本秀人 Matsumoto Hideto) - گیتار لید (تا سال ۱۹۹۷)

<!- ==آلبوم‌ها== ->